# 原田弘子
原田 弘子（はらだ ひろこ、1948年〈昭和23年〉 - ）は、愛知県新城市在住の藍染め、絞り染めの染色作家。1975年（昭和50年）に新城市に藍染め工房「藍弘苑（あいこうえん）」を設立し、同1975年（昭和50年）から1986年（昭和61年）にかけて愛知大学で染色研究に従事した。
化学薬品を一切使用しない本藍染めで伝統の製法による藍絞染めの創作活動を行う、国内でも手指の数ほどしかいない稀少な技術継承者のひとり。

## 経歴

### 生い立ち

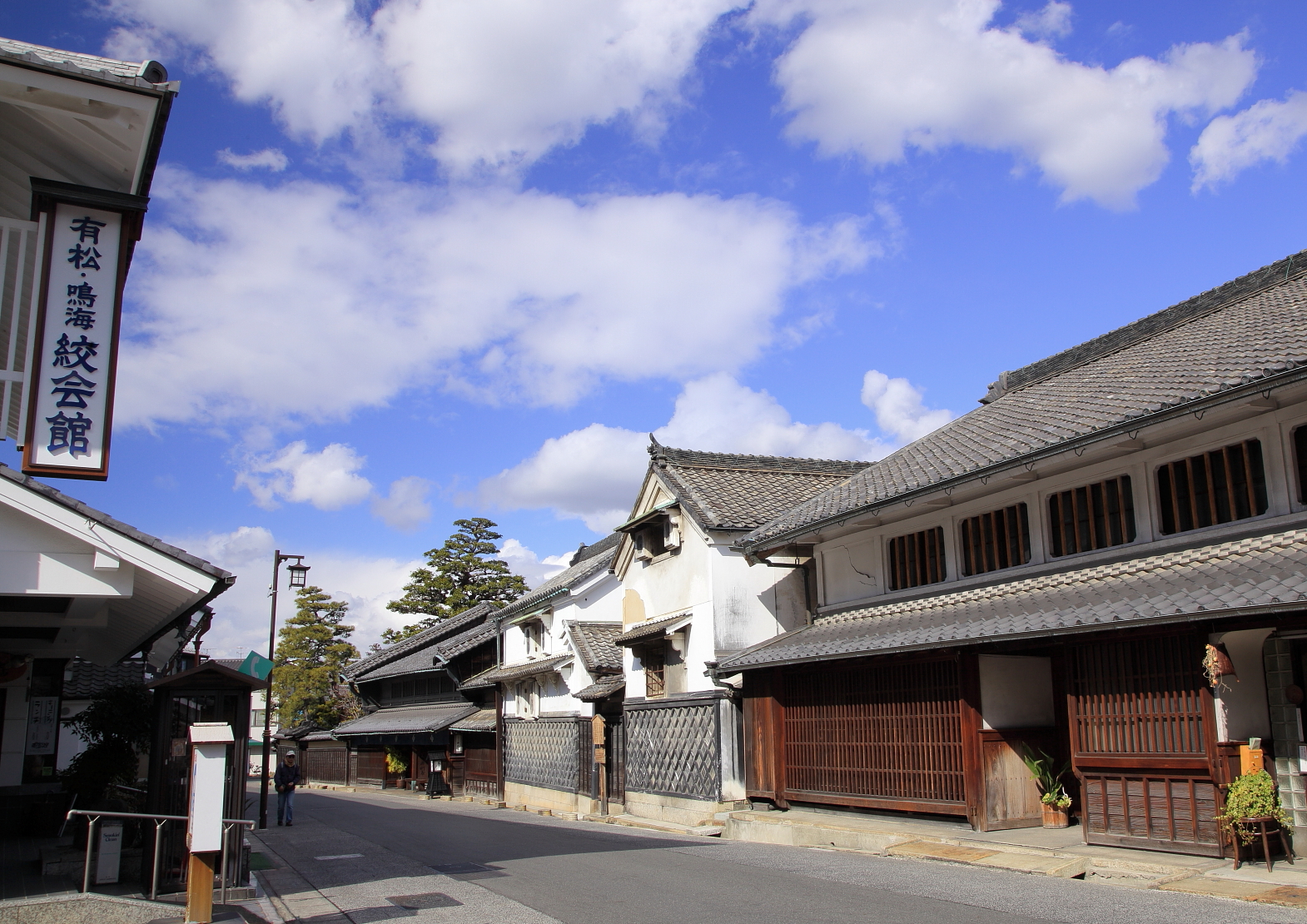
有松・鳴海絞りが継承されている有松地区（名古屋市）

1948年（昭和23年）、愛知県北設楽郡東栄町に生まれる。愛知大学短期大学部生活科に進学し、学生時代は心理学を専攻し、伝統的な色合いが人間の心理に平穏にすることなどを学んでいた。その頃、授業で有松・鳴海絞りの工房を見学する機会があり、後継者不足で絞り染めの技術が衰退していることを知る。
1968年（昭和43年）、愛知大学短大部被服研究室を卒業する。

### 伝統産業の研究

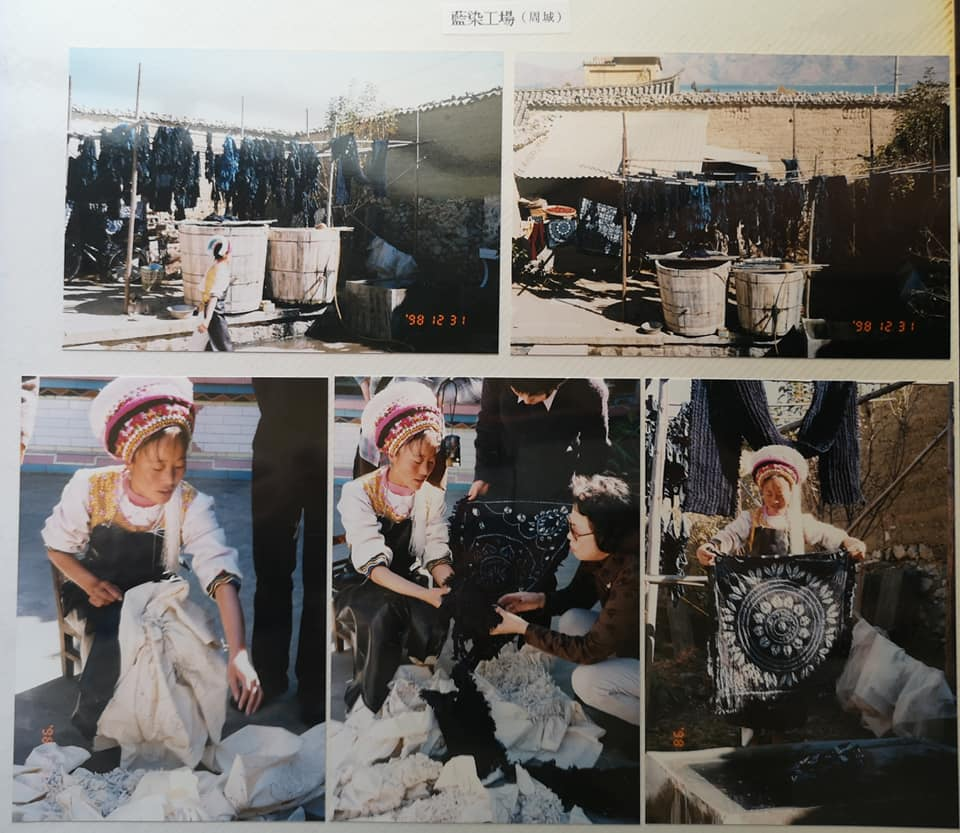
伝統的な藍染め工法の一例（中国・雲南省1998年）

短期大学卒業後はすぐに結婚し、新城市に移住。一男一女に恵まれる。新城市への永住を意識したことから地域の歴史文化に興味を抱き、文献を紐解くうちに、新城市がかつては藍染めの染料や木灰の生産地だったことを知った。昭和40年代には新城市に藍を生産する農家は絶えていたが、学生時代に得た断片的な知識と、暮らす土地の歴史がむすびついたことから、藍染めの絞りについて関心を高めた。2人目の子が保育園に入ったことで子育てに暇ができ、愛知大学の誘いを受けて被服研究室の助手として勤務する。1975年（昭和50年）から1986年（昭和61年）にかけては教員として染色研究に従事した。藍染めの絞り染めの柄や着物などを研究し、論文にまとめていたが、30歳代には自ら絞り染めについて技を学び、練習するようになった。
本藍染めへのこだわりは、子どもに軽度なアトピーがあったため、薬品を使わない健康管理に関心を持ったことだった。文献調査で「武士は藍で染めた鎧下を着ていた」という記述に興味を持ち、染色に用いられる藍に雑菌の繁殖を抑えたり、蚊が忌避する効果があると知り、子どもが着用する寝間着やタオルを藍染めにして検証したところ、子どものみならずペットの猫も藍染めの品を好む様子をみて、化学薬品を使用しない、藍と木灰だけの藍染めに自ら着手することを決意した。昭和初期の手法を文献で研究し、ほぼ独学で途絶えていた新城市の藍染め生産を復元、有松・鳴海絞りの伝統技法を習得し、1975年（昭和50年）に新城市の自宅に染色工房「藍弘苑（あいこうえん）」を設立した。1980年代前半から本格的に有松・鳴海絞りの技法と新城市伝来の天然素材のみの藍染めによる創作活動を始める。この藍染めの染液に必要な「すくも」を製造する農家は、2011年（平成23年）時点で日本国内に4軒しかない。

### 国内外での活躍
1992年（平成4年）、この前年8月に自宅に泊めた留学生が撮った動画が反響を呼び、アメリカ・ミシガン州立オークランド大学美学部に講師として招聘される。以後、毎年1週間余りの集中講義を行う講師として同大学に務める。1995年（平成7年）10・11月にはオークランド大学の戦後50周年記念イベントでに招かれ、大学構内のメドゥ・ブルック美術館で個展を開催した。
以来、愛知県内や東京など国内をはじめ、アメリカ、フランスでも個展やワークショップを開催するなど、国内外で個人としての芸術活動を行うのと並行し、自宅にも海外からの留学生を迎えるなど、技術継承と文化継承に務めている。
また、アメリカの楽器メーカー・フェンダー社が限定生産するボディに藍染めを施したエレキギターの染色を手掛けた。

### 地域への貢献
新城市がまちづくりを目的に市民と共同出資で設立した株式会社「山湊」（さんそう）に作家として協力する。山湊はギャラリー「冨貴館」、土産物店「湊屋」、米穀倉庫を改造した「山の工房」を営み、いずれも1997年（平成9年）9月に営業を開始した。
2008年（平成20年）、原田弘子が講師を務める「山の工房 藍染教室」が創立10周年となり記念展を開催、20代～70代の生徒20人が作品展を行った。

## 作風
化学薬品を一切使用しない伝統工法で生産した染液により、藍染め（主に絞り染め）を行う。
作品としては、当初はタペストリーや額などアート作品を手掛けていたが、2014年（平成26年）頃から日用品を手掛けるようになる。

## 評価
国展入賞、金沢工芸コンペティション入選など作家として評価され、『婦人画報』に主著を多くもつ。国画会の会友。
2003年10月15日、新城市によって特別な経験や知識・技能を有するとして「新城ふるさとマイスター」に認定された。